# Friedrichshafen FF 64
Die Friedrichshafen FF 64 war ein deutsches, im Ersten Weltkrieg vom Flugzeugbau Friedrichshafen für maritime Aufklärungszwecke entwickeltes, Schwimmerflugzeug.

## Entwicklung
Die Entwicklung der FF 64 wurde als Bordflugzeug für den Einsatz auf Kaperschiffen, die weit entfernt vom deutschen Mutterland zur Störung von alliierten Handels- und Nachschubrouten auf den Ozeanen operieren sollten, entworfen. Speziell die für diese Aufgabe sehr erfolgreich von Bord des Hilfskreuzers Wolf aus eingesetzte FF 33e Wölfchen mit der Marinenummer 841 diente hierfür als Vorbild. Dementsprechend gab das Reichsmarineamt im März 1918 beim Flugzeugbau Friedrichshafen einen verbesserten Nachfolger in Auftrag. Den drei bestellten Flugzeuge wurden die Marinenummern 3061–3063 zugeteilt. Das erste Exemplar (Nr. 3061) wurde in knapp zwei Monaten vollendet und flog am 5. Mai 1918 erstmals. Die Konstruktion des dreistieligen Doppeldeckers war bewusst robust gehalten, um die große Beanspruchung auf den langwierigen Einsatzfahrten fernab von landgestützten Werftanlagen überstehen zu können. Das Flugzeug war mit einem FT-Gerät ausgerüstet und zur platzsparenden Unterbringung an Bord mit anklappbaren Tragflächen ausgestattet. Nach der von der Marine vorgenommenen Gruppenunterteilung zählt sie zu den CHFT-Typen (zweisitziges Schwimmerflugzeug mit einem MG und Funkgerät). Die Erprobung fand beim Seeflugzeug-Versuchskommando (SVK) in Warnemünde statt und wurde im Oktober 1918 mit der Bestätigung der Einsatzreife abgeschlossen. Zum Einsatz kam es aufgrund des Waffenstillstandes im Folgemonat nicht mehr und es ist unsicher, ob die restlichen beiden bestellten FF 64 noch produziert und ausgeliefert worden sind.

## Technische Daten

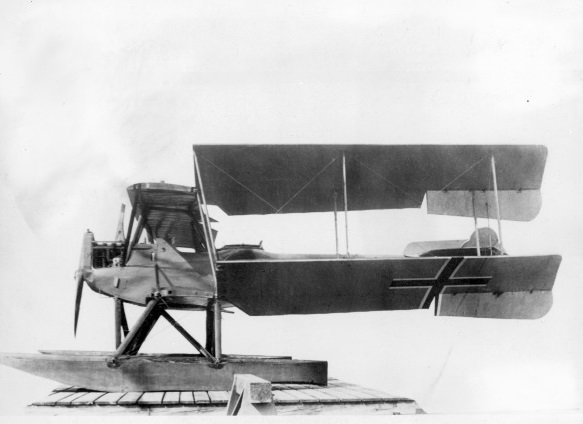
FF 64 mit beigeklappten Tragflächen

| Kenngröße          | Daten |
| ------------------ | --- |
| Besatzung          | 3 |
| Antrieb            | ein wassergekühlter Sechszylinder-Reihenmotor |
| Typ                | Mercedes D IIIR |
| Nennleistung       | 160 PS (118 kW) bei 1420/min |
| effektive Leistung | 172 PS (127 kW) in Bodennähe 162 PS (119 kW) in 1000 m Höhe 152 PS (112 kW) in 2000 m Höhe 100 PS (74 kW) in 4000 m Höhe 75 PS (55 kW) in 6000 m Höhe |
| Bewaffnung         | ein bewegliches 7,9-mm-Parabellum-MG |

Weitere Daten sind nicht bekannt.